# Ledskär, Svärta
Ledskär är ett skär, eller egentligen en grupp holmar även om en är helt dominerande. Ledskär ligger i Svärta socken, Nyköpings kommun. Den ligger vid inre farleden mot Nyköping på norra sidan av Örsbaken.
Ledskär omtalas i dokument 1673. Den ligger dock tämligen isolerad, och består mestadels av kala klipphällar med något enstaka träd.
1867 beslutades dock att en serie fyrar skulle uppföras längs farleden mot Stockholm för att möjliggöra nattrafik på Stockholm, och en av dessa placerades på Ledskär, jämte ett fyrvaktarboställe. Situationen för fyrvaktarfamiljen var inte den bästa, då det helt saknades odlingsmöjligheter, liksom helt vatten som måste hämtas på Ånga. Fyren var bemannad fram till 1903. Boningshuset fortsatte dock att utnyttjas av fyrtillsyningsmannen, fram till 1918 då det revs och flyttades till Lilla Äspskär. Bagarstugan flyttades till Skansholmen. Fram till 1990-talet stod det gamla fotogenhuset kvar på skäret. Den ursprungliga fyren var placerad på taket till boningshuset men den har byggts om flera gånger sedan dess. 1988 installerades en solcellsdriven elektrisk fyrbelysning.